# ヤニ・フリストウ
ヤニ・フリストウ　(英語:Jani Christou; ギリシャ語: Γιάννης Χρήστου, Giánnēs Chrḗstou 1926年1月8日 – 1970年1月8日 ) は、ギリシャの作曲家。

## 略歴
エジプト生まれ, ギリシャで育つ。ジナ・バッカウアーにピアノを習い、キングス・カレッジ (ケンブリッジ大学)でルートヴィヒ・ウィトゲンシュタインとバートランド・ラッセルに学び、1948年、哲学で学位取得。チューリッヒではカール・グスタフ・ユングによる講義を受ける。同時期に　Hans F. Redlichから作曲を学び　ローマで管弦楽法をアンジェロ・フランチェスコ・ラヴァニニョに師事、ヤニス・クセナキス、ロゴティティス (Anestis Logothetis) と並ぶ、著名なギリシャの現代作曲家となる。
最初期はT・S・エリオットの詩に抒情的な音楽をつけていた時期もあったものの、著名な業績は、オーケストラの団員が立ち上がって「114!!」を叫び団員がパニックになるEnantiodromia、ピアニストが弦楽器奏者と戦うPraxis for 12、Anaparastasisではバリトンが怪鳥音を絶叫したのち打楽器がこれを煽る、など政治色の強い後期の作品である。作品も図形譜を駆使し、演奏家へ視覚的なイメージを生で伝えているため、実際の演奏は演奏家の自発性が喚起されたものへなることが多い。使われているイディオムはポーランドの1960年代の現代音楽と共通することが多い。後年の作品ほど騒音的かつ暴力的なシーンを容赦なく投入し、強い表現力を獲得している。
1970年には「そろそろ舞台作品のオレステイアを母国で上演したい」と多忙な日々を送り始めた直後、高速道路で交通事故に遭い死亡。わずか44歳であった。ジャチント・シェルシが唯一評価した作曲家として知られており、その死後に献呈作が書かれている。
21世紀に入りEdition RZからCDが復刻されると大きく再評価されることになり、現在ではフリストウ作品の再演も珍しくない。日本では、「零の会」において高久暁が初めて研究発表を行っている。

## 主要作品
- オーケストラの為のPhoenix Music – 1949
- 交響曲第1番 – 1949–50
- Latin Liturgy – 1953
- Six T・S・エリオット (for ピアノ又は オーケストラとメゾソプラノ) – 1955 (ピアノ) 1957 (オーケストラ)
- 交響曲第２番 – 1957–58
- ピアノとオーケストラの為のトッカータ　– 1962
- Tongues of Fire (a Pentecost oratorio) – 1964
- Persians (Incidental music for Aeschylus' drama) – 1965
- アガメムノーン　– 1965
- Enantiodromia – 1965–68
- The Frogs – 1966
- オーケストラ、テープ、コーラス、独奏者の為のミステリオン　1965–66
- 11 弦楽器とピアニストの為のプラクシス(1966年作)
- アナパラスタシスⅠ《バリトン》(1968年作)
- アナパラスタシス III 《ピアニスト》(1968年作)
- オイディプス王– 1969
- オレステイア　(未完成) – 1967–70